# NHL Entry Draft 2016
NHL Entry Draft 2016 fu il 54º draft della National Hockey League. Si è tenuto il 24-25 giugno 2016 presso il First Niagara Center di Buffalo, casa dei Buffalo Sabres. Per la terza volta l'Entry Draft si è svolto in città dopo le edizioni del 1991 e del 1998. Le formazioni della National Hockey League selezionarono i migliori giocatori di hockey su ghiaccio provenienti dai campionati giovanili, universitari, o dai campionati europei. I Toronto Maple Leafs, dopo aver concluso all'ultimo posto la stagione 2015-16, mantennero l'opzione per la prima scelta assoluta dopo aver vinto la NHL Draft Lottery.
I Toronto Maple Leafs, approfittando della prima posizione, selezionarono il centro statunitense Auston Matthews dagli ZSC Lions, formazione della Lega Nazionale A. I Winnipeg Jets invece come seconda scelta puntarono sull'ala destra finlandese Patrik Laine, proveniente dal Tappara, squadra della Liiga, mentre i Columbus Blue Jackets scelsero in terza posizione l'ala sinistra canadese Pierre-Luc Dubois, giocatore dei Cape Breton Screaming Eagles, squadra della QMJHL. Fra i 211 giocatori selezionati, 118 erano attaccanti, 75 erano difensori e 18 erano portieri.

## Migliori prospetti
Dati elaborati dal NHL Central Scouting Bureau.
| Posizione | Dai campionati nordamericani | Dai campionati europei |
| --------- | ---------------------------- | ---------------------- |
| 1         | Pierre-Luc Dubois (AS)       | Auston Matthews (C)    |
| 2         | Matthew Tkachuk (AS)         | Patrik Laine (AD)      |
| 3         | Alexander Nylander (AS)      | Jesse Puljujärvi (AD)  |
| 4         | Jakob Chychrun (D)           | Rasmus Asplund (C)     |
| 5         | Olli Juolevi (D)             | German Rubcov (C)      |
| 6         | Charles McAvoy (D)           | Carl Grundström (AD)   |
| 7         | Logan Brown (C)              | Egor Korškov (AD)      |
| 8         | Michail Sergačëv (D)         | Filip Hronek (D)       |
| 9         | Clayton Keller (C)           | Henrik Borgström (C)   |
| 10        | Kieffer Bellows (AS)         | Linus Lindström (C)    |

| Posizione | Portieri nordamericani | Portieri europei  |
| --------- | ---------------------- | ----------------- |
| 1         | Evan Fitzpatrick       | Filip Gustavsson  |
| 2         | Carter Hart            | Daniel Marmenlind |
| 3         | Tyler Parsons          | Veini Vehviläinen |

## Turni
Legenda delle posizioni

A = Attaccante   AD = Ala destra   AS = Ala sinistra   C = Centro   D = Difensore   P = Portiere

### Primo giro
| #  | Giocatore               | Nazionalità | Squadra NHL                                   | Squadra di provenienza            |
| -- | ----------------------- | ----------- | --------------------------------------------- | --------------------------------- |
| 1  | Auston Matthews (C)     | Stati Uniti | Toronto Maple Leafs                           | ZSC Lions (LNA)                   |
| 2  | Patrik Laine (AD)       | Finlandia   | Winnipeg Jets                                 | Tappara (Liiga)                   |
| 3  | Pierre-Luc Dubois (AS)  | Canada      | Columbus Blue Jackets                         | CB Screaming Eagles (QMJHL)       |
| 4  | Jesse Puljujärvi (AD)   | Finlandia   | Edmonton Oilers                               | Oulun Kärpät (Liiga)              |
| 5  | Olli Juolevi (D)        | Finlandia   | Vancouver Canucks                             | London Knights (OHL)              |
| 6  | Matthew Tkachuk (AS)    | Stati Uniti | Calgary Flames                                | London Knights (OHL)              |
| 7  | Clayton Keller (C)      | Stati Uniti | Arizona Coyotes                               | USA Hockey NTDP (USHL)            |
| 8  | Alexander Nylander (AS) | Svezia      | Buffalo Sabres                                | Mississauga Steelheads (OHL)      |
| 9  | Michail Sergačëv (D)    | Russia      | Montreal Canadiens                            | Windsor Spitfires (OHL)           |
| 10 | Tyson Jost (C)          | Canada      | Colorado Avalanche                            | Penticton Vees (BCHL)             |
| 11 | Logan Brown (C)         | Stati Uniti | Ottawa Senators (da New Jersey)               | Windsor Spitfires (OHL)           |
| 12 | Michael McLeod (C)      | Canada      | New Jersey Devils (da Ottawa)                 | Mississauga Steelheads (OHL)      |
| 13 | Jake Bean (D)           | Canada      | Carolina Hurricanes                           | Calgary Hitmen (WHL)              |
| 14 | Charles McAvoy (D)      | Stati Uniti | Boston Bruins                                 | Boston U. Terriers (Hockey East)  |
| 15 | Luke Kunin (C)          | Stati Uniti | Minnesota Wild                                | Wisconsin Badgers (Big Ten)       |
| 16 | Jakob Chychrun (D)      | Canada      | Arizona Coyotes (da Detroit)                  | Sarnia Sting (OHL)                |
| 17 | Dante Fabbro (D)        | Canada      | Nashville Predators                           | Penticton Vees (BCHL)             |
| 18 | Logan Stanley (D)       | Canada      | Winnipeg Jets (da Philadelphia)               | Windsor Spitfires (OHL)           |
| 19 | Kieffer Bellows (AS)    | Stati Uniti | New York Islanders                            | USA Hockey NTDP (USHL)            |
| 20 | Dennis Cholowski (D)    | Canada      | Detroit Red Wings (da NY Rangers via Arizona) | Chilliwack Chiefs (BCHL)          |
| 21 | Julien Gauthier (AD)    | Canada      | Carolina Hurricanes (da Los Angeles)          | Val-d'Or Foreurs (QMJHL)          |
| 22 | German Rubcov (C)       | Russia      | Philadelphia Flyers (da Chicago via Winnipeg) | Russia U-18 (MHL)                 |
| 23 | Henrik Borgström (C)    | Finlandia   | Florida Panthers                              | HIFK (Liiga)                      |
| 24 | Max Jones (AS)          | Stati Uniti | Anaheim Ducks                                 | London Knights (OHL)              |
| 25 | Riley Tufte (AS)        | Stati Uniti | Dallas Stars                                  | Fargo Force (USHL)                |
| 26 | Tage Thompson (C)       | Stati Uniti | St. Louis Blues (da Washington)               | Connecticut Huskies (Hockey East) |
| 27 | Brett Howden (C)        | Canada      | Tampa Bay Lightning                           | Moose Jaw Warriors (WHL)          |
| 28 | Lucas Johansen (D)      | Canada      | Washington Capitals (da St. Louis)            | Kelowna Rockets (WHL)             |
| 29 | Trent Frederic (C)      | Stati Uniti | Boston Bruins (da San Jose)                   | USA Hockey NTDP (USHL)            |
| 30 | Sam Steel (C)           | Canada      | Anaheim Ducks (da Pittsburgh via Toronto)     | Regina Pats (WHL)                 |

### Secondo giro
| #  | Giocatore                | Nazionalità | Squadra NHL                                              | Squadra di provenienza        |
| -- | ------------------------ | ----------- | -------------------------------------------------------- | ----------------------------- |
| 31 | Egor Korškov (AD)        | Russia      | Toronto Maple Leafs                                      | Lok. Jaroslavl’ (KHL)         |
| 32 | Tyler Benson (AS)        | Canada      | Edmonton Oilers                                          | Vancouver Giants (WHL)        |
| 33 | Rasmus Asplund (C)       | Svezia      | Buffalo Sabres (da Vancouver via Florida)                | Färjestad (SHL)               |
| 34 | Andrew Peeke (D)         | Stati Uniti | Columbus Blue Jackets                                    | Green Bay Gamblers (USHL)     |
| 35 | Jordan Kyrou (C)         | Canada      | St. Louis Blues (da Calgary)                             | Sarnia Sting (OHL)            |
| 36 | Pascal Laberge (C)       | Canada      | Philadelphia Flyers (da Winnipeg)                        | Victoriaville Tigres (QMJHL)  |
| 37 | Libor Hájek (D)          | Rep. Ceca   | Tampa Bay Lightning (da Arizona)                         | Saskatoon Blades (WHL)        |
| 38 | Adam Mascherin (AS)      | Canada      | Florida Panthers (da Buffalo)                            | Kitchener Rangers (OHL)       |
| 39 | Alexander DeBrincat (AD) | Stati Uniti | Chicago Blackhawks (da Montreal)                         | Erie Otters (OHL)             |
| 40 | Cameron Morrison (AS)    | Canada      | Colorado Avalanche (da Colorado via San Jose)            | Youngstown Phantoms (USHL)    |
| 41 | Nathan Bastian (AD)      | Canada      | New Jersey Devils                                        | Mississauga Steelheads (OHL)  |
| 42 | Jonathan Dahlén (C)      | Svezia      | Ottawa Senators                                          | Timrå (HockeyAllsvenskan)     |
| 43 | Janne Kuokkanen (C)      | Finlandia   | Carolina Hurricanes                                      | Oulun Kärpät (Liiga)          |
| 44 | Boris Katchouk (AS)      | Canada      | Tampa Bay Lightning (da Boston)                          | S.S. Marie Greyhounds (OHL)   |
| 45 | Chad Krys (D)            | Stati Uniti | Chicago Blackhawks (da Minnesota via Buffalo e Montreal) | USA Hockey NTDP (USHL)        |
| 46 | Givan Smith (AD)         | Canada      | Detroit Red Wings                                        | Guelph Storm (OHL)            |
| 47 | Samuel Girard (D)        | Canada      | Nashville Predators                                      | Shawinigan Cataractes (QMJHL) |
| 48 | Carter Hart (P)          | Canada      | Philadelphia Flyers                                      | Everett Silvertips (WHL)      |
| 49 | Ryan Lindgren (D)        | Stati Uniti | Boston Bruins (da NY Islanders)                          | USA Hockey NTDP (USHL)        |
| 50 | Artur Kajumov (AS)       | Russia      | Chicago Blackhawks (da NY Rangers via Carolina)          | Russia U-18 (MHL)             |
| 51 | Kale Clague (D)          | Canada      | Los Angeles Kings                                        | Brandon Wheat Kings (WHL)     |
| 52 | Wade Allison (AD)        | Canada      | Philadelphia Flyers (da Chicago)                         | Tri-City Storm (USHL)         |
| 53 | Filip Hronek (D)         | Rep. Ceca   | Detroit Red Wings (da Arizona)                           | Mountfield HK (Extraliga)     |
| 54 | Tyler Parsons (P)        | Stati Uniti | Calgary Flames (da Florida)                              | London Knights (OHL)          |
| 55 | Filip Gustavsson (P)     | Svezia      | Pittsburgh Penguins (da Anaheim via Vancouver)           | Luleå (SHL)                   |
| 56 | Dillon Dubé (C)          | Canada      | Calgary Flames (da Dallas)                               | Kelowna Rockets (WHL)         |
| 57 | Carl Grundström) (AD)    | Svezia      | Toronto Maple Leafs (da Washington)                      | MODO (SHL)                    |
| 58 | Taylor Raddysh (AD)      | Canada      | Tampa Bay Lightning                                      | Erie Otters (OHL)             |
| 59 | Evan Fitzpatrick (P)     | Canada      | St. Louis Blues                                          | Sherbrooke Phoenix (QMJHL)    |
| 60 | Dylan Gambrell (C)       | Stati Uniti | San Jose Sharks                                          | Denver Pioneers (NCHC)        |
| 61 | Kasper Björkqvist (AD)   | Finlandia   | Pittsburgh Penguins (da Pittsburgh via Toronto)          | Espoo Blues (Liiga)           |

### Terzo giro
| #  | Giocatore              | Nazionalità | Squadra NHL                                                             | Squadra di provenienza              |
| -- | ---------------------- | ----------- | ----------------------------------------------------------------------- | ----------------------------------- |
| 62 | Joseph Woll (P)        | Stati Uniti | Toronto Maple Leafs                                                     | USA Hockey NTDP (USHL)              |
| 63 | Markus Niemeläinen (D) | Finlandia   | Edmonton Oilers                                                         | Saginaw Spirit (OHL)                |
| 64 | William Lockwood (AD)  | Stati Uniti | Vancouver Canucks (da Vancouver via NY Islanders, Buffalo e Pittsburgh) | USA Hockey NTDP (USHL)              |
| 65 | Vitalij Abramov (AD)   | Russia      | Columbus Blue Jackets                                                   | Gatineau Olympiques (QMJHL)         |
| 66 | Adam Fox (D)           | Stati Uniti | Calgary Flames                                                          | USA Hockey NTDP (USHL)              |
| 67 | Matt Filipe (AS)       | Stati Uniti | Carolina Hurricanes (da Winnipeg)                                       | Cedar Rapids RoughRiders (USHL)     |
| 68 | Cam Dineen (D)         | Stati Uniti | Arizona Coyotes                                                         | North Bay Battalion (OHL)           |
| 69 | Cliff Pu (AD)          | Canada      | Buffalo Sabres                                                          | London Knights (OHL)                |
| 70 | William Bitten (C)     | Canada      | Montreal Canadiens                                                      | Flint Firebirds (OHL)               |
| 71 | Josh Anderson (D)      | Canada      | Colorado Avalanche                                                      | Prince George Cougars (WHL)         |
| 72 | James Greenway (D)     | Stati Uniti | Toronto Maple Leafs (da New Jersey via Pittsburgh)                      | USA Hockey NTDP (USHL)              |
| 73 | Joseph Anderson (AD)   | Stati Uniti | New Jersey Devils (da Ottawa)                                           | USA Hockey NTDP (USHL)              |
| 74 | Hudson Elynuik (C)     | Canada      | Carolina Hurricanes                                                     | Spokane Chiefs (WHL)                |
| 75 | Jack LaFontaine (P)    | Canada      | Carolina Hurricanes (da Boston)                                         | Janesville Jets (NAHL)              |
| 76 | Rem Pitlick (C)        | Stati Uniti | Nashville Predators (da Minnesota via Florida, NJ, Anaheim e Buffalo)   | Muskegon Lumberjacks (USHL)         |
| 77 | Connor Hall (D)        | Canada      | Pittsburgh Penguins (da Detroit via New Jersey)                         | Kitchener Rangers (OHL)             |
| 78 | Frédéric Allard (D)    | Canada      | Nashville Predators                                                     | Chic. Saguenéens (QMJHL)            |
| 79 | Luke Green (D)         | Canada      | Winnipeg Jets (da Philadelphia)                                         | Saint John Sea Dogs (QMJHL)         |
| 80 | Brandon Gignac (C)     | Canada      | New Jersey Devils (da NY Islanders via Ottawa)                          | Shawinigan Cataractes (QMJHL)       |
| 81 | Sean Day (D)           | Canada      | New York Rangers                                                        | Mississauga Steelheads (OHL)        |
| 82 | Carsen Twarynski (AS)  | Canada      | Philadelphia Flyers (da Los Angeles)                                    | Calgary Hitmen (WHL)                |
| 83 | Wouter Peeters (P)     | Belgio      | Chicago Blackhawks                                                      | Red Bull Salisburgo (EBEL)          |
| 84 | Matthew Cairns (D)     | Canada      | Edmonton Oilers (da Florida)                                            | Georgetown Raiders (OJHL)           |
| 85 | Josh Mahura (D)        | Canada      | Anaheim Ducks                                                           | Red Deer Rebels (WHL)               |
| 86 | Casey Fitzgerald (D)   | Stati Uniti | Buffalo Sabres (da Dallas)                                              | Boston College Eagles (Hockey East) |
| 87 | Garret Pilon (C)       | Canada      | Washington Capitals (da Washington via St. Louis)                       | Kamloops Blazers (WHL)              |
| 88 | Connor Ingram (P)      | Canada      | Tampa Bay Lightning                                                     | Kamloops Blazers (WHL)              |
| 89 | Linus Nässén (D)       | Svezia      | Florida Panthers (da St. Louis via Buffalo)                             | Luleå (SHL)                         |
| 90 | Fredrik Karlström (C)  | Svezia      | Dallas Stars (da San Jose)                                              | AIK (SHL)                           |
| 91 | Filip Berglund (D)     | Svezia      | Edmonton Oilers (da Pittsburgh)                                         | Skellefteå AIK (SHL)                |

### Quarto giro
| #   | Giocatore              | Nazionalità | Squadra NHL                                                 | Squadra di provenienza          |
| --- | ---------------------- | ----------- | ----------------------------------------------------------- | ------------------------------- |
| 92  | Adam Brooks (C)        | Canada      | Toronto Maple Leafs                                         | Regina Pats (WHL)               |
| 93  | Jack Kopacka (AS)      | Stati Uniti | Anaheim Ducks (da Edmonton)                                 | S.S. Marie Greyhounds (OHL)     |
| 94  | Jonathan Ang (C)       | Canada      | Florida Panthers (da Vancouver)                             | Peterborough Petes (OHL)        |
| 95  | Anatolij Golišev (AS)  | Russia      | New York Islanders (da Columbus via Chicago)                | Avtomobilist (KHL)              |
| 96  | Linus Lindström (C)    | Svezia      | Calgary Flames                                              | Skellefteå AIK (SHL)            |
| 97  | Jacob Cederholm (D)    | Svezia      | Winnipeg Jets                                               | HV71 (SHL)                      |
| 98  | Tarmo Reunanen (D)     | Finlandia   | New York Rangers (da Arizona)                               | TPS (Liiga)                     |
| 99  | Brett Murray (AS)      | Canada      | Buffalo Sabres                                              | Carleton Place (CCHL)           |
| 100 | Victor Mete (D)        | Canada      | Montreal Canadiens                                          | London Knights (OHL)            |
| 101 | Keaton Middleton (D)   | Canada      | Toronto Maple Leafs (da Colorado)                           | Saginaw Spirit (OHL)            |
| 102 | Michail Mal'cev (AS)   | Russia      | New Jersey Devils                                           | Russia U-18 (MHL)               |
| 103 | Todd Burgess (AD)      | Stati Uniti | Ottawa Senators                                             | Fairbanks Ice Dogs (NAHL)       |
| 104 | Max Zimmer (AS)        | Stati Uniti | Carolina Hurricanes                                         | Chicago Steel (USHL)            |
| 105 | Evan Cormier (P)       | Canada      | New Jersey Devils (da Boston)                               | Saginaw Spirit (OHL)            |
| 106 | Brandon Duhaime (AD)   | Stati Uniti | Minnesota Wild                                              | Tri-City Storm (USHL)           |
| 107 | Alfons Malmström (D)   | Svezia      | Detroit Red Wings                                           | Örebro (SHL)                    |
| 108 | Hardy Häman Aktell (D) | Svezia      | Nashville Predators                                         | Skellefteå AIK (SHL)            |
| 109 | Connor Bunnaman (C)    | Canada      | Philadelphia Flyers                                         | Kitchener Rangers (OHL)         |
| 110 | Lucas Carlsson (D)     | Svezia      | Chicago Blackhawks (da NY Islanders)                        | Brynäs (SHL)                    |
| 111 | Noah Gregor (C)        | Canada      | San Jose Sharks (da NY Rangers)                             | Moose Jaw Warriors (WHL)        |
| 112 | Jacob Moverare (D)     | Svezia      | Los Angeles Kings                                           | HV71 (SHL)                      |
| 113 | Nathan Noel (C)        | Canada      | Chicago Blackhawks                                          | Saint John Sea Dogs (QMJHL)     |
| 114 | Riley Stillman (D)     | Canada      | Florida Panthers                                            | Oshawa Generals (OHL)           |
| 115 | Alex Dostie (C)        | Canada      | Anaheim Ducks                                               | Gatineau Olympiques (QMJHL)     |
| 116 | Rhett Gardner (C)      | Canada      | Dallas Stars                                                | ND Fighting Hawks (NCHC)        |
| 117 | Damien Riat (AS)       | Svizzera    | Washington Capitals                                         | Ginevra-Servette (LNA)          |
| 118 | Ross Colton (C)        | Stati Uniti | Tampa Bay Lightning                                         | Cedar Rapids RoughRiders (USHL) |
| 119 | Tanner Kaspick (C)     | Canada      | St. Louis Blues                                             | Brandon Wheat Kings (WHL)       |
| 120 | Otto Koivula (AS)      | Finlandia   | New York Islanders (da San Jose via Arizona e Philadelphia) | Ilves (Liiga)                   |
| 121 | Ryan Jones (D)         | Stati Uniti | Pittsburgh Penguins                                         | Lincoln Stars (USHL)            |

### Quinto giro
| #   | Giocatore                 | Nazionalità | Squadra NHL                                     | Squadra di provenienza                    |
| --- | ------------------------- | ----------- | ----------------------------------------------- | ----------------------------------------- |
| 122 | Vladimir Bobylëv (AD)     | Russia      | Toronto Maple Leafs                             | Victoria Royals (WHL)                     |
| 123 | Dylan Wells (P)           | Canada      | Edmonton Oilers                                 | Peterborough Petes (OHL)                  |
| 124 | Casey Staum (D)           | Stati Uniti | Montreal Canadiens (da Vancouver)               | Hill-Murray High School (USHS-Minnesota)  |
| 125 | Nolan Stevens (C)         | Stati Uniti | St. Louis Blues (da Columbus)                   | Northeastern U. Huskies (Hockey East)     |
| 126 | Mitchell Mattson (C)      | Stati Uniti | Calgary Flames                                  | Grand Rapids High School (USHS-Minnesota) |
| 127 | Jordy Stallard (C)        | Canada      | Winnipeg Jets                                   | Calgary Hitmen (WHL)                      |
| 128 | Colton Point (P)          | Canada      | Dallas Stars (da Arizona)                       | Carleton Place (CCHL)                     |
| 129 | Philip Nyberg (D)         | Svezia      | Buffalo Sabres                                  | Linköping (SHL)                           |
| 130 | Vojtěch Budík (D)         | Rep. Ceca   | Buffalo Sabres (da Montreal)                    | Prince Albert Raiders (WHL)               |
| 131 | Adam Werner (P)           | Svezia      | Colorado Avalanche                              | Färjestad (SHL)                           |
| 132 | Egor Rykov (D)            | Russia      | New Jersey Devils                               | SKA Pietroburgo (KHL)                     |
| 133 | Max Lajoie (D)            | Canada      | Ottawa Senators                                 | Swift Current Broncos (WHL)               |
| 134 | Jeremy Helvig (P)         | Stati Uniti | Carolina Hurricanes                             | Kingston Frontenacs (OHL)                 |
| 135 | Joona Koppanen (AS)       | Finlandia   | Boston Bruins                                   | Ilves (Liiga)                             |
| 136 | Cameron Clarke (D)        | Stati Uniti | Boston Bruins (da Minnesota)                    | Lone Star Brahmas (NAHL)                  |
| 137 | Jordan Sambrook (D)       | Canada      | Detroit Red Wings                               | Erie Otters (OHL)                         |
| 138 | Patrick Harper (C)        | Stati Uniti | Nashville Predators                             | Avon Old Farms School (USHS-Connecticut)  |
| 139 | Linus Högberg (D)         | Svezia      | Philadelphia Flyers                             | Växjö Lakers (SHL)                        |
| 140 | Cole Candella (D)         | Canada      | Vancouver Canucks (da NY Islanders via Florida) | Hamilton Bulldogs (OHL)                   |
| 141 | Tim Gettinger (AS)        | Stati Uniti | New York Rangers                                | S.S. Marie Greyhounds (OHL)               |
| 142 | Michael Eyssimont (C)     | Stati Uniti | Los Angeles Kings                               | St. Cloud State Huskies (NCHC)            |
| 143 | Mathias From (AD)         | Danimarca   | Chicago Blackhawks                              | Rögle (SHL)                               |
| 144 | Conner Bleackley (C)      | Canada      | St. Louis Blues (da Florida via Chicago)        | Red Deer Rebels (WHL)                     |
| 145 | Beck Malenstyn (AS)       | Canada      | Washington Capitals (da Anaheim via Toronto)    | Calgary Hitmen (WHL)                      |
| 146 | Nicholas Caamano (AD)     | Canada      | Dallas Stars                                    | Flint Firebirds (OHL)                     |
| 147 | Axel Jonsson Fjällby (AS) | Svezia      | Washington Capitals                             | Djurgården (SHL)                          |
| 148 | Christopher Paquette (C)  | Canada      | Tampa Bay Lightning                             | Niagara IceDogs (OHL)                     |
| 149 | Graham McPhee (AS)        | Stati Uniti | Edmonton Oilers (da St. Louis)                  | USA Hockey NTDP (USHL)                    |
| 150 | Manuel Wiederer (C)       | Germania    | San Jose Sharks                                 | Moncton Wildcats (QMJHL)                  |
| 151 | Niclas Almari (D)         | Finlandia   | Pittsburgh Penguins                             | Jokerit (KHL)                             |

### Sesto giro
| #   | Giocatore             | Nazionalità | Squadra NHL                            | Squadra di provenienza            |
| --- | --------------------- | ----------- | -------------------------------------- | --------------------------------- |
| 152 | Jack Walker (D)       | Stati Uniti | Toronto Maple Leafs                    | Victoria Royals (WHL)             |
| 153 | Aapeli Räsänen (C)    | Finlandia   | Edmonton Oilers                        | Tappara (Liiga)                   |
| 154 | Jakob Stukel (AS)     | Canada      | Vancouver Canucks                      | Calgary Hitmen (WHL)              |
| 155 | Peter Thome (P)       | Stati Uniti | Columbus Blue Jackets                  | Omaha Lancers (USHL)              |
| 156 | Eetu Tuulola (AD)     | Finlandia   | Calgary Flames                         | HPK (Liiga)                       |
| 157 | Michail Berdin (P)    | Russia      | Winnipeg Jets                          | Russia U-18 (MHL)                 |
| 158 | Patrick Kudla (D)     | Canada      | Arizona Coyotes                        | Oakville Blades (OJHL)            |
| 159 | Brandon Hagel (AS)    | Canada      | Buffalo Sabres                         | Red Deer Rebels (WHL)             |
| 160 | Michael Pezzetta (C)  | Canada      | Montreal Canadiens                     | Sudbury Wolves (OHL)              |
| 161 | Nathan Clurman (D)    | Stati Uniti | Colorado Avalanche                     | Culver Academy (USHS-Indiana)     |
| 162 | Jesper Bratt (AS)     | Svezia      | New Jersey Devils                      | AIK (HockeyAllsvenskan)           |
| 163 | Markus Nurmi (AD)     | Finlandia   | Ottawa Senators                        | TPS (Liiga)                       |
| 164 | Noah Carroll (D)      | Canada      | Carolina Hurricanes                    | Guelph Storm (OHL)                |
| 165 | Oskar Steen (C)       | Svezia      | Boston Bruins (da Boston via Colorado) | Färjestad (SHL)                   |
| 166 | Matthew Phillips (C)  | Canada      | Calgary Flames (da Minnesota)          | Victoria Royals (WHL)             |
| 167 | Filip Larsson (P)     | Svezia      | Detroit Red Wings                      | Djurgården (SHL)                  |
| 168 | Konstantin Volkov (P) | Russia      | Nashville Predators                    | SKA Pietroburgo (KHL)             |
| 169 | Tanner Laczynski (C)  | Stati Uniti | Philadelphia Flyers                    | Lincoln Stars (USHL)              |
| 170 | Collin Adams (AS)     | Stati Uniti | New York Islanders                     | Muskegon Lumberjacks (USHL)       |
| 171 | Gabriel Fontaine (C)  | Canada      | New York Rangers                       | R-N Huskies (QMJHL)               |
| 172 | Anthony Salinitri (C) | Canada      | Philadelphia Flyers (da Los Angeles)   | Sarnia Sting (OHL)                |
| 173 | Blake Hillman (D)     | Stati Uniti | Chicago Blackhawks                     | Denver Pioneers (NCHC)            |
| 174 | Tyler Wall (P)        | Canada      | New York Rangers (da Florida)          | Leamington Flyers (GOJHL)         |
| 175 | Maksim Mamin (C)      | Russia      | Florida Panthers (da Anaheim)          | CSKA Mosca (KHL)                  |
| 176 | Jakob Stenqvist (D)   | Svezia      | Dallas Stars                           | MODO (SHL)                        |
| 177 | Chase Priskie (D)     | Stati Uniti | Washington Capitals                    | Quinnipiac Bobcats (ECAC Hockey)  |
| 178 | Oleg Sosunov (D)      | Russia      | Tampa Bay Lightning                    | Lok. Jaroslavl’ (KHL)             |
| 179 | Nicolas Mattinen (D)  | Canada      | Toronto Maple Leafs (da St. Louis)     | London Knights (OHL)              |
| 180 | Mark Shoemaker (D)    | Canada      | San Jose Sharks                        | North Bay Battalion (OHL)         |
| 181 | Joseph Masonius (D)   | Stati Uniti | Pittsburgh Penguins                    | Connecticut Huskies (Hockey East) |

### Settimo giro
| #   | Giocatore                    | Nazionalità | Squadra NHL                                  | Squadra di provenienza                     |
| --- | ---------------------------- | ----------- | -------------------------------------------- | ------------------------------------------ |
| 182 | Nikolaj Čebykin (AS)         | Russia      | Toronto Maple Leafs                          | MVD (MHL)                                  |
| 183 | Vincent Desharnais (D)       | Canada      | Edmonton Oilers                              | Providence Friars (Hockey East)            |
| 184 | Rodrigo Ābols (C)            | Lettonia    | Vancouver Canucks                            | Portland Winterhawks (WHL)                 |
| 185 | Calvin Thürkauf (C)          | Svizzera    | Columbus Blue Jackets                        | Kelowna Rockets (WHL)                      |
| 186 | Scjapan Fal'koŭski (D)       | Bielorussia | Calgary Flames                               | Ottawa 67's (OHL)                          |
| 187 | Arvid Henrikson (D)          | Svezia      | Montreal Canadiens (da Winnipeg)             | AIK (HockeyAllsvenskan)                    |
| 188 | Dean Stewart (D)             | Canada      | Arizona Coyotes                              | Portage Terriers (MJHL)                    |
| 189 | Austin Osmanski (D)          | Stati Uniti | Buffalo Sabres                               | Mississauga Steelheads (OHL)               |
| 190 | Vasilij Glotov (C)           | Russia      | Buffalo Sabres (da Montreal)                 | Serebryanye Lvy S. Pietroburgo (MHL)       |
| 191 | Travis Barron (AS)           | Canada      | Colorado Avalanche                           | Ottawa 67's (OHL)                          |
| 192 | Jeremy Davies (D)            | Canada      | New Jersey Devils                            | Bllomington Thunder (USHL)                 |
| 193 | Nick Pastujov (AS)           | Stati Uniti | New York Islanders (da Ottawa)               | USA Hockey NTDP (USHL)                     |
| 194 | Brett McKenzie (C)           | Canada      | Vancouver Canucks (da Carolina)              | North Bay Battalion (OHL)                  |
| 195 | Benjamin Finkelstein (D)     | Stati Uniti | Florida Panthers (da Boston)                 | Kimball Union Academy (USHS-New Hampshire) |
| 196 | Dmitrij Sokolov (AD)         | Russia      | Minnesota Wild                               | Sudbury Wolves (OHL)                       |
| 197 | Mattias Elfström (AS)        | Svezia      | Detroit Red Wings                            | Malmö (SHL)                                |
| 198 | Adam Smith (D)               | Canada      | Nashville Predators                          | Bowling Green Falcons (WCHA)               |
| 199 | David Bernhardt (D)          | Svezia      | Philadelphia Flyers                          | Djurgården (SHL)                           |
| 200 | David Quenneville (D)        | Canada      | New York Islanders                           | Medicine Hat Tigers (WHL)                  |
| 201 | Ty Ronning (AD)              | Canada      | New York Rangers                             | Vancouver Giants (WHL)                     |
| 202 | Jacob Friend (D)             | Canada      | Los Angeles Kings                            | Owen Sound Attack (OHL)                    |
| 203 | Jake Ryczek (D)              | Stati Uniti | Chicago Blackhawks                           | Waterloo Black Hawks (USHL)                |
| 204 | Braydyn Chizen (D)           | Canada      | Minnesota Wild (da Florida)                  | Kelowna Rockets (WHL)                      |
| 205 | Tyler Soy (C)                | Canada      | Anaheim Ducks                                | Victoria Royals (WHL)                      |
| 206 | Otto Somppi (C)              | Finlandia   | Tampa Bay Lightning (da Dallas via Edmonton) | Halifax Mooseheads (QMJHL)                 |
| 207 | Dmitrij Zaicev (D)           | Russia      | Washington Capitals                          | Wilkes-Barre/Scranton Knights (NAHL)       |
| 208 | Ryan Lohin (C)               | Stati Uniti | Tampa Bay Lightning                          | Waterloo Black Hawks (USHL)                |
| 209 | Nikolaj Krag Christensen (C) | Danimarca   | St. Louis Blues                              | Rødovre Mighty Bulls (Metal Ligaen)        |
| 210 | Joachim Blichfeld (AS)       | Danimarca   | San Jose Sharks                              | Malmö (SHL)                                |
| 211 | Filip Helt (AS)              | Rep. Ceca   | St. Louis Blues (da Pittsburgh)              | Litvínov (Extraliga)                       |

## Selezioni classificate per nazionalità
| Pos. | Paese        | Selezioni | Percentuale |
|      | Nord America | 141       | 66,8%       |
| ---- | ------------ | --------- | ----------- |
| 1    | Canada       | 87        | 41,2%       |
| 2    | Stati Uniti  | 54        | 25,6%       |
|      | Europa       | 70        | 33,2%       |
| 3    | Svezia       | 25        | 11,7%       |
| 4    | Russia       | 17        | 8,0%        |
| 5    | Finlandia    | 15        | 7,0%        |
| 6    | Rep. Ceca    | 4         | 2,0%        |
| 7    | Danimarca    | 3         | 1,5%        |
| 8    | Svizzera     | 2         | 1,0%        |
| 10   | Belgio       | 1         | 0,5%        |
| 10   | Bielorussia  | 1         | 0,5%        |
| 10   | Germania     | 1         | 0,5%        |
| 10   | Lettonia     | 1         | 0,5%        |